# Vargem Bonita (Minas Gerais)
Vargem Bonita é um município brasileiro do estado de Minas Gerais. Localiza-se a uma latitude 20º19'36" sul e a uma longitude 46º21'58" oeste, estando a uma altitude de 768 metros. Sua população estimada em 2022 era de 2.158 habitantes.
Possui uma área de 409,888 km².